# Barrière de Picpus
La barrière de Picpus est l'une des barrières d'octroi du mur des Fermiers généraux. 

## Situation

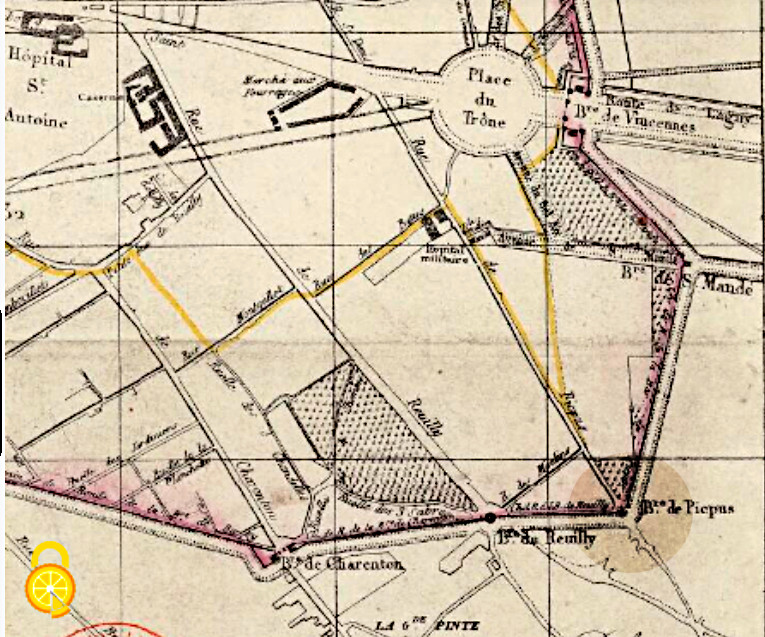
La barrière de Picpus sur le plan d'Ambroise Tardieu de 1838 (pastille plus sombre).

La barrière de Picpus était installée au débouché des actuels rue de Picpus, boulevard de Reuilly et boulevard de Picpus, à l'emplacement actuel de la place Sans-Nom.

## Origine du nom
Elle porte ce nom car elle était située à l'extrémité de la rue de Picpus.

## Historique
En 1793, on la nomma « barrière de la Liberté ». Également appelée « barrière des Poules », elle était décorée d'un bâtiment avec quatre péristyles et attique.  
Elle fut restaurée en 1847.